# 另類媒體
另類媒體是在內容或傳播方式等方面不同於主流媒体的一種媒體形式。其存在形式有很多，除去紙質媒體之外，還可以以音頻、視頻、街頭藝術等形式存在。如1999年成立的独立媒体中心即另類媒體。
另類是對主流媒體權威的反抗。其與主流媒體的主要區別是它不像主流媒體一樣代表官方（如政府）意見，而是注重為非主流人群（如貧民、少數民族、LGBT）說話。

## 外部連接
- 维基共享资源上的相關多媒體資源：另類媒體

- Underground/Alternative Newspapers History and Geography （页面存档备份，存于），1965至1975年存在與美國的2,000種另類媒體